# Armada Espanhola
A Armada Espanhola (em castelhano:  Armada Española) é o ramo naval das Forças Armadas da Espanha, uma das mais antigas forças navais ativas do mundo. É responsável por realizações notáveis na história do mundo como a descoberta da América, a circunavegação de primeiro mundo, e a descoberta de um caminho marítimo do Extremo Oriente para a América através do Oceano Pacífico (via Urdaneta). Durante três séculos, teve um papel crucial na defesa e logística do Império Espanhol. Ela fazia parte de uma vasta rede de comércio que navegava no Pacífico, da Ásia para a América, e no Atlântico, da América para a Europa, acompanhando os navios da Frota da Prata. Foi a mais poderosa força marítima do mundo no Século XVI e início do Século XVII. Após um declínio gradual na segunda metade do Século XVII, ela foi revivida após a Guerra da Sucessão Espanhola, e em grande parte do Século XVIII, foi a terceira mais forte no mundo.
Sua sede localiza-se em Madrid, no Quartel Geral da Armada Espanhola.

## História
A marinha espanhola tem no século XXI só na região da Catalunha uma frota equivalente da Dinamarca.

### Origens: A Idade Média
As raízes da moderna Marinha Espanhola datam de antes da unificação da Espanha. Ao final da Idade Média, os dois reinos principais, que mais tarde se combinariam para formar a Espanha, Aragão e Castela, haviam desenvolvido frotas poderosas. Aragão possuía a terceira maior marinha no Mediterrâneo medieval, embora suas capacidades navais fossem superadas por Veneza e Gênova. Nos séculos XIV e XV, estas capacidades navais permitiram a Aragão reunir o maior conjunto de territórios de qualquer potência europeia no Mediterrâneo, abrangendo as Ilhas Baleares, Sardenha, Sicília, o Sul da Itália e, brevemente, o Ducado de Atenas. Castela, entretanto, utilizou as suas capacidades navais para realizar as suas operações de reconquista contra os mouros, capturando Cadiz em 1232, e também para ajudar a Coroa Francesa contra os seus inimigos na Guerra dos Cem Anos. Em 1402, uma expedição liderada por Jean de Bettencourt, conquistou as Ilhas Canárias para Henrique III de Castela.
No Século XV, Castela entrou em uma corrida de exploração com Portugal, que inaugurou a Era dos Descobrimentos. Em 1492, duas Caravelas e um Nau, comandadas pelo Almirante Cristóvão Colombo chegaram à América, em uma expedição que buscava uma passagem ocidental através do Atlântico, para o Extremo Oriente. Isto começou a era das rotas trans-oceânicas de comércio, pioneiras pelos espanhóis nos mares a oeste da Europa e os portugueses ao leste.

## Equipamento
| Fragata                  | Fragata        | Fragata                  | Fragata    | Fragata         | Fragata |
| Nome                     | Origem         | Tipo                     | Quantidade | Observações     | Foto    |
| ------------------------ | -------------- | ------------------------ | ---------- | --------------- | ------- |
| Classe Álvaro de Bazán   | Espanha        | Fragata                  | 5          | (5 em serviço)  |         |
| Classe Santa María       | Espanha        | Fragata                  | 6          | (6 em serviço)  |         |
| Submarino                |                |                          |            |                 |         |
| Nome                     | Origem         | Tipo                     | Quantidade | Observações     | Foto    |
| Classe Agosta            | França Espanha | Submarino                | 4          | (3 em serviço)  |         |
| Navio de assalto anfíbio |                |                          |            |                 |         |
| Nome                     | Origem         | Tipo                     | Quantidade | Observações     | Foto    |
| Classe Juan Carlos I     | Espanha        | Navio de assalto anfíbio | 1          | (1 em serviço)  |         |
| Classe Galicia           | Espanha        | Navio de assalto anfíbio | 2          | (2 em serviço)  |         |
| Classe LCM1E             | Espanha        | LCM                      | 14         | (14 em serviço) |         |
| Navio de guerra de minas |                |                          |            |                 |         |
| Nome                     | Origem         | Tipo                     | Quantidade | Observações     | Foto    |
| Classe Segura            | Espanha        | Navio de guerra de minas | 6          | (6 em serviço)  |         |
| Navios de Patrulha       |                |                          |            |                 |         |
| Nome                     | Origem         | Tipo                     | Quantidade | Observações     | Foto    |
| Classe Meteoro           | Espanha        | Navios de Patrulha       | 6          | (6 em serviço)  |         |
| Classe Serviola          | Espanha        | Navios de Patrulha       | 4          | (4 em serviço)  |         |
| Classe Descubierta       | Espanha        | Navios de Patrulha       | 6          | (2 em serviço)  |         |
| Classe Chilreu           | Espanha        | Navios de Patrulha       | 4          | (3 em serviço)  |         |